# Eremioscelio ukrainica
Eremioscelio ukrainica är en stekelart som beskrevs av Mikhail Vasilievich Kozlov och Kononova 1990. Eremioscelio ukrainica ingår i släktet Eremioscelio och familjen Scelionidae. Inga underarter finns listade i Catalogue of Life.